# Sallanches
Sallanches é uma comuna francesa do departamento da Alta Saboia, da região de Auvérnia-Ródano-Alpes.

## Geografia
A cidade ocupa a parte norte da bacia de Sallanches, uma larga planície glaciar atravessada pelo rio Arve e rodeada pelo cordilheira des Aravis, o maciço do Monte Branco e o maciço do Faucigny. Além disso está dominada pelo cume conhecido por Quatre Têtes, e tem um altitude Min. de 515 m e Max. 2 749 m
As localidades principais são   Passy e Saint-Gervais-les-Bains.

## Vias de comunicação
Além do serviços da SNCF com a linha St-Gervais-Genebra-Annecy, a localidade é servida pela autoestrada A40 Mâcon-Chamonix, a chamada "Autoestrada Branca" por servir Chamonix-Monte-Branco, o que permita a ligação com Genebra e o seu aeroporto de Genebra em 50 min.